# Ulrich Graf (Politiker, 1912)
Ulrich Graf (* 17. Dezember 1912 in Nakel an der Netze, Provinz Posen; † 4. April 2006 in Worpswede) war ein deutscher Jurist und Politiker (FDP).

## Leben
Graf war der Sohn eines Beamten in Nakel an der Netze. Nach dem Abitur studierte er von 1931 bis 1935 Rechts- und Staatswissenschaften sowie Volkswirtschaft an der Friedrich-Wilhelms-Universität zu Berlin und der Friedrich-Alexander-Universität Erlangen-Nürnberg, das er mit der ersten juristischen Staatsprüfung und 1936 mit einer Promotion in Erlangen zum Dr. jur. abschloss. Anschließend wechselte er in die Industrie und arbeitete bei der AEG in Bremen. Am 7. Dezember 1937 beantragte er die Aufnahme in die NSDAP und wurde rückwirkend zum 1. Mai desselben Jahres aufgenommen (Mitgliedsnummer 5.886.474). Von 1939 bis 1945 nahm er als Soldat am Zweiten Weltkrieg teil.
Graf war seit 1945 Geschäftsführer der Handwerksabteilung der Bremer Handelskammer, wurde 1947 Geschäftsführer der Handwerkskammer Bremen und fungierte später als deren Hauptgeschäftsführer. In dieser Funktion schrieb er die Festschrift 100 Jahre Handwerkskammer zu Bremen 1849–1949.
Außerdem wirkte Graf als Präsident in der 1949 gegründeten Carl-Schurz-Gesellschaft zur Förderung der deutsch-amerikanischen Freundschaft und als Vorsitzender in der Stiftung Worpswede. Er war von 1975 bis 1989 Mitglied und Vorsitzender des Verkehrsvereins. Er war zudem Hobbymaler.
Graf trat 1951 in die FDP ein und war von 1951 bis 1959  Mitglied der Bremischen Bürgerschaft. Von 21. Dezember 1959 an wirkte er als Senator für Justiz und Verfassung der Freien Hansestadt Bremen, ein Amt, das er bis zu seinem Rücktritt im Juni 1971 ausübte. Am 26. November 1963 übernahm er zusätzlich das neugeschaffene Ressort für kirchliche Angelegenheiten. In seiner Amtszeit als Senator setzte er besonders eine Reform der Justiz und des Gefängniswesens um und engagierte sich für die Gründung der Universität Bremen. Die FDP-Senatoren Graf, Georg Borttscheller und Rolf Speckmann traten am 1. Juni 1971 zurück, da sie die Entwicklung der Reformuniversität in Bremen und die Berufung linker Professoren nicht länger verantworten wollten.
Nach der Senatorenzeit war Graf wieder von 1971 bis 1975 Mitglied der Bremischen Bürgerschaft und von 1968 bis 1974 auch Landesvorsitzender der Bremer FDP. Als solcher war er auch Beisitzer im FDP-Bundesvorstand.
Graf war seit 1970 in zweiter Ehe mit Helga Oetjen verheiratet.